# 10P/Tempel
10P/Tempel  (cunoscută și sub numele de cometa Tempel 2) este o cometă periodică din sistemul solar cu o perioadă de aproximativ 5,36 ani și a fost descoperită de Wilhelm Tempel pe 4 iulie 1873.
Se estimează că nucleul acestei comete are un diametru de aproximativ 10,6 km, fiind destul de similară ca mărime cu cometa Halley.